# Centenary Tennis Clubs
La Association of Centenary Tennis Clubs (Asociación de Clubes Centenarios), fundada el 11 de junio de 1996 es una asociación internacional que aglutina a los 44 Clubes más importantes del mundo, todos Centenarios, y que más destacan por su sobresaliente papel dentro del panorama internacional, tanto a nivel deportivo como social.